# HD192849
HD192849 — хімічно пекулярна зоря спектрального класу A0, що має видиму зоряну величину в смузі V приблизно  8,3.
Вона  розташована на відстані близько 772,9 світлових років від Сонця.